# Konstantin von Schaezler
Konstantin Freiherr von Schaezler (* 7. Mai 1827 in Augsburg; † 19. September 1880 in Interlaken) war ein katholischer Theologe und Vertreter des Neuthomismus und der Neuscholastik. Er war Berater beim Ersten Vatikanischen Konzil in Rom.

## Leben
Schaezler stammte aus der reichen, protestantischen Augsburger Bankiersfamilie von Schaezler.
Nach dem Abitur am St. Anna-Gymnasium in Augsburg studierte er in Erlangen 1844/45, München 1845 bis 1847 und Heidelberg 1847/48 Jurisprudenz, leistete dann bis 1850 Offiziersdienst beim bayerischen Heer. 1850 wurde er, nachdem er ein Rechtspraktikum in Traunstein absolviert hatte, in Erlangen zum Dr. jur. promoviert.
Schaezler, der sich seit seiner Kindheit zum Katholizismus hingezogen fühlte und zeitweilig Kapuziner werden wollte, konvertierte 1850 in Brüssel bei dem späteren Jesuitengeneral Pierre Jean Beckx. Anschließend studierte er am Collegium Romanum in Rom Theologie. 1851 trat er in das Noviziat der Jesuiten in Drongen bei Gent ein und damit begann ein stationenreicher Weg mit Ein- und Austritten in verschiedene katholische Ordensgemeinschaften. Er setzte 1853 seine theologische Ausbildung in Löwen fort. 1856 in Lüttich zum Priester geweiht, verließ er 1857 die Gesellschaft Jesu und führte sein Studium in München weiter, das er 1859 mit einem Doktorat in Theologie abschloss. Er stand in freundschaftlichem Kontakt zu Ignaz von Döllinger sowie zu dem streng kirchlichen, ehemaligen Münchner Generalvikar Friedrich Windischmann.
1860/61 war Schaezler Repetent am Priesterseminar Osnabrück. Nach seinem gescheiterten Versuch, in den Orden der Redemptoristen aufgenommen zu werden, trat er 1861/62 in das Kloster der Dominikaner in Huissen ein. Er wandte sich dem von den Dominikanern vertretenen Neuthomismus zu. Wie auch der Einfluss Windischmanns und ihm nahestehender ultramontaner Kreise führte dies zur Entfremdung von Döllinger, gegen dessen Rede über Vergangenheit und Gegenwart der katholischen Theologie er bei der „Münchner Gelehrtenversammlung“ 1863 zusammen mit sieben weiteren konservativen Theologen protestierte.
Nachdem seine Versuche, eine Professur zu erlangen, am Widerstand deutscher Universitätstheologen gescheitert waren, wurde er Privatdozent in Freiburg im Breisgau. Bereits während des I. Vatikanums fungierte er als theologischer Berater des Redemptoristenkardinals Victor-Augustin-Isidore Dechamps, übersiedelte er 1873 ganz nach Rom, wo er seit 1874 als Konsultor der Römischen Inquisition und anderer römischer Kongregationen tätig war. 1879 trat er in Neapel erneut bei den Jesuiten ein. Er starb auf einer Reise durch die Schweiz vor seinem geplanten Wiederaustritt an einem Herzleiden.
Seine Schwester, die Schriftstellerin Freifrau Olga von Leonrod (1828–1901), ließ den Leichnam nach Freiburg im Breisgau überführen. Für sein Grab bestellte sie eine Statue des Hl. Thomas von Aquin beim Freiburger Bildhauer Julius Seitz. Sie war durch dessen Grabmale auf dem Campo Santo Teutonico auf ihn aufmerksam geworden. 1882 wurde die Skulptur von 1,40 m Höhe, die aus Carrara-Marmor bestand, in den alten Teil der Wandelhalle des Freiburger Hauptfriedhofs verlegt und im Zweiten Weltkrieg während der Operation Tigerfish zerstört.
Ihr reiches Vermögen vermachten Schaezler und seine Schwester Olga testamentarisch dem damaligen Priesterseminar der Erzdiözese Freiburg in St. Peter („Olga und Constantin von Schaezler’sche Stiftung“ zur Förderung thomistischer Studien).

## Das theologische Werk
Schaezler, der sich als führender Neuscholastiker einen Namen machte, gilt bei aller Treue zur Lehre des Thomas von Aquin als originell. Bekannt wurde er durch sein Eintreten für die päpstliche Unfehlbarkeit wie durch seine Kontroverse mit Johannes Evangelist Kuhn über das Verhältnis von Natur und Gnade, die auch als Teil der Auseinandersetzung zwischen „römischer“ und „deutscher“ Theologie kirchenpolitisch bedeutend war.
Bereits am Anfang dieser Kontroverse stand sein Eintreten für die Errichtung einer vom Staat unabhängigen katholischen Universität, gegen die sich Kuhn ausgesprochen hatte. Eine aktive Rolle spielte er bei den Bemühungen extrem ultramontaner Kreise um den Redemptoristen Carl Erhard Schmöger, den Kurienkardinal Karl August von Reisach und den Regensburger Bischof Ignatius von Senestrey, bei der römischen Inquisition 1867 die Verurteilung der Werke Kuhns und 1873 diejenige Johann Michael Sailers zu bewirken. Schaezler reichte jeweils unter seinem Namen die Anklageschrift ein; die Verurteilung scheiterte jedoch beide Male am Einspruch des Jesuitentheologen Johannes Baptist Franzelin, der das Amt eines Konsultors der Inquisition versah. Vieles deutet darauf hin, dass Schaezler sich nur unter Druck zur Einreichung der Anklageschriften bestimmen ließ. Der Einfluss von Schaezler war vor allem im Dominikanerorden bedeutend; zu Schaezler Schülern zählen Ernst Commer und Herman Schell und der Sekretär der Indexkongregation, Thomas Esser, der seinen Eintritt in den Dominikanerorden auf Schäzler zurückführte.

## Werke
- Die Lehre von der Wirksamkeit der Sakramente ex opere operato in ihrer Entwicklung innerhalb der Scholastik und ihrer Bedeutung für die christliche Heilslehre, München 1859.
- Natur und Übernatur. Das Dogma von der Gnade und die Theologische Frage der Gegenwart. Eine Kritik der Kuhn’schen Theologie, Mainz 1865.
- Neue Untersuchungen über das Dogma von der Gnade und das Wesen des christlichen Glaubens. Mit besonderer Rücksicht auf die dermalige Vertretung der katholischen Dogmatik an den Universitäten zu Tübingen, München und Freiburg, Mainz 1867.
- Das Dogma von der Menschwerdung Gottes/Christi im Geiste des hl. Thomas, Freiburg i. Br. 1870.
- Die ersten Glaubensbeschlüsse des vaticanischen Concils und die religiösen Bedürfnisse der Gegenwart, Freiburg i. Br. 1870.
- Die päpstliche Unfehlbarkeit aus dem Wesen der Kirche bewiesen, Freiburg/Br. 1870.
- Divus Thomas doctor Angelicus contra Liberalismum invictus veritatis catholicae assertor. De doctrinae S. Thomae ad exstirpandos huius aetatis errores vi et efficacia commentarius in texto centenario angelici praeceptoris, Roma 1874.
- Introductio in S. Theologiam dogmaticam ad mentem S. Thomae Aquinatis, postum hrsg. von Thomas ESSER, Regensburg 1882.
- Die Bedeutung der Dogmengeschichte – vom katholischen Standpunkte aus erörtert, postum hrsg. von Thomas ESSER, Regensburg 1884.